# ایزدبکی-کوسنه
ایزدبکی-کوسنه (به لهستانی:  Izdebki-Kosny) یک روستا در لهستان است که در گمینا زبوچن واقع شده‌است.